# Santa Maria della Concezione ai Monti

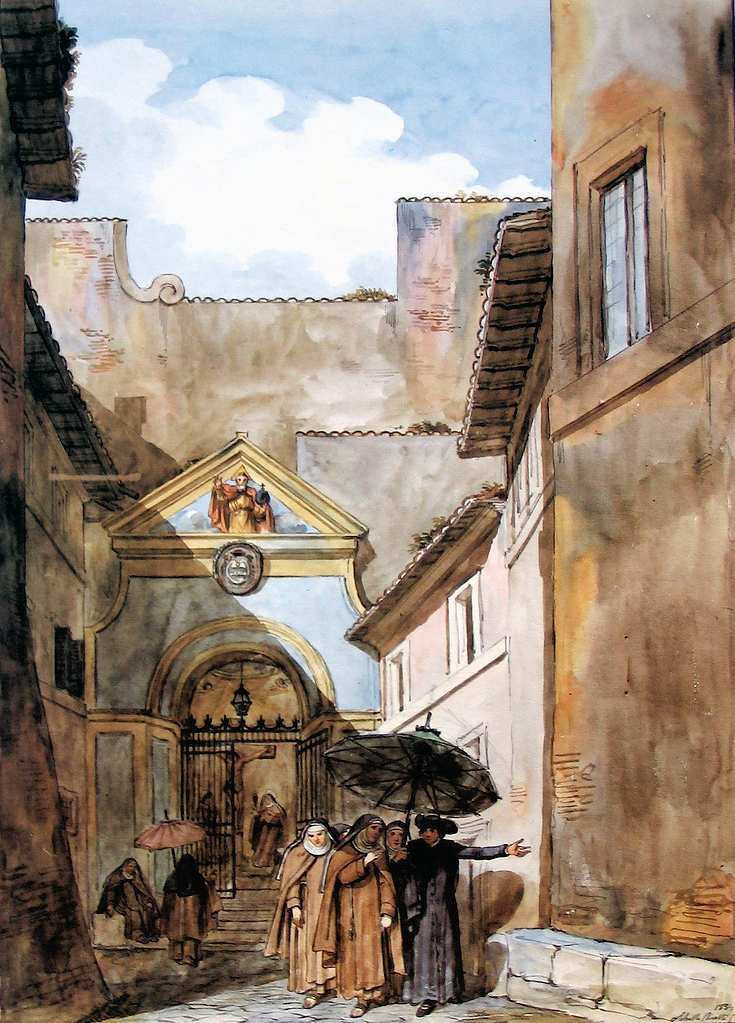
Santa Maria della Concezione ai Monti, de Achille Pinelli (1834).

Santa Maria della Concezione ai Monti, conhecida também como Santa Maria della Concezione delle Farnesiane, era uma igreja de Roma localizada no interior de um convento das Clarissas num local onde passa a Via Cavour, imediatamente a oeste do cruzamento com a Via dei Serpenti, no rione Monti. Era dedicada a Nossa Senhora da Conceição.
Ela é frequentemente confundida com a capela de Santa Maria della Concezione dei Sacconi Turchini, que era originalmente a capela externa do convento. O complexo inteiro, que remontava ao século XVII, foi demolido para permitir a abertura da Via Cavour na década de 1880. Outro nome frequentemente utilizado para ela é Santa Maria delle Concezione delle Cappuccine, mas seu uso é incorreto, pois estas clarissas não eram capuchinhas, mas os locais achavam que eram. O erro também é facilmente compreendido porque a igreja dos frades capuchinhos, Santa Maria della Concezione dei Cappuccini, ficava não muito distante dali, na Via Veneto.

## Farnesianos

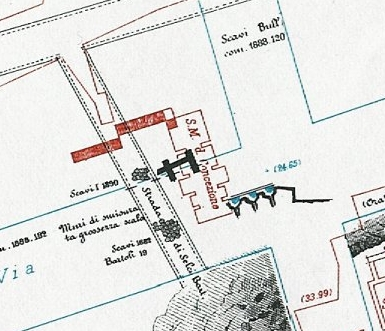
Posição em relação à moderna Via Cavour, que corre do canto inferior esquerdo para o superior direito. Ao lado da igreja está bem visível a antiga viela onde ficava a entrada da complexo.

A comunidade era afiliada aos franciscanos alcantarenses e as irmãs eram conhecidas também como "farnesianas" por causa da fundadora da ordem, a venerável Madre Francesca Farnese. Estes franciscanos eram parte da reforma iniciada por São Pedro de Alcântara e o braço feminino do grupo era oficialmente chamado de Ordem das Clarissas da Estrita Observância.
Farnese era parte da mais alta nobreza italiana, mas teve uma infância muito triste, piorada por ter tido sua face desfigurada pela varíola. Ela havia sido inicialmente entregue às freiras de San Lorenzo in Panisperna pelo próprio pai com apenas nove anos em 1602, mas entrou para o convento como freira em 1607 e rapidamente demonstrou forte vocação para a vida religiosa. Ela criou um conjunto de regras com o objetivo de reformar as Clarissas em 1625 e fundou mosteiros em Albano e Palestrina antes de se estabelecer em Roma em 1641. Durante todo este período, Farnese contou com o patrocínio financeiro do marquês Felice Rondanini e da família Barberini. Ela morreu em seu convento em Roma em 1651. O arquiteto do convento e da igreja foi Domenico Castelli (1582-1657).
Até 1870, o convento era famoso como sendo o mais rigoroso de Roma. As freiras inicialmente jamais saíam da clausura, sempre andavam descalças, não comiam carne e não recebiam visitas, nem mesmo da família. Por conta disto, elas eram conhecidas como "Le Sepolte Vive" ("As Enterradas Vivas"). Assim como diversas casas religiosas em Roma depois da Unificação da Itália, as freiras tiveram suas propriedades confiscadas e foram expulsas de Roma. Porém, o convento de Palestrina ainda existe.

## Descrição
O acesso ao convento se dava através de uma estreita viela à qual se chegava pela Via della Madonna dei Monti, do outro lado da rua a partir de Santa Maria dei Monti. Há um edifício encostado do lado esquerdo desta igreja cuja fachada é recuada em relação à rua e a viela começava bem na frente da janela esquerda do piso térreo. A igreja propriamente dita tinha uma orientação norte-sul, com a abside onde hoje está a pista que segue para a oeste da Via Cavour e seguindo para o norte, debaixo de um edifício com um portal flanqueado por duas colunas bem na esquina da Via dei Serpenti. Da rua rua não era possível ver o convento, que ficava escondido por edifícios residenciais. Porém, a capela exterior, Santa Maria della Concezione dei Sacconi Turchini, ficava do lado direito da entrada da viela, de frente para a rua.

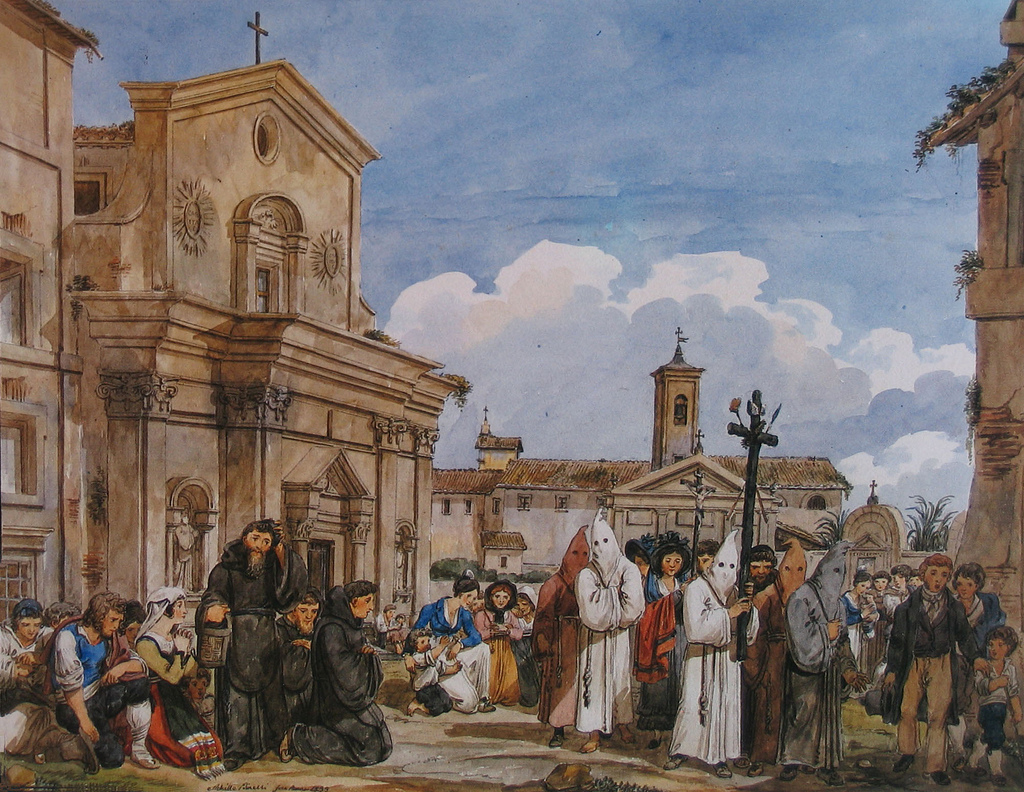
Nesta outra aquarela de Achille Pinelli (1834), a igreja em primeiro plano, à esquerda, é San Francesco di Paola. No fundo está o convento de Santa Maria della Concezione, com a lateral da igreja bem visível. A Via Cavour continua justamente naquela direção atualmente, passando por onde estava a igreja.

Nesta extremidade da viela, o portão de entrada era vigiado por uma das irmãs, visível na aquarela de Achille Pinelli (1833): ela aparece sentada ao lado do portão enquanto algumas das irmãs passeiam fora do claustro com um padre (na época o convento já era mais relaxado e elas estão vestindo sandá-las). O portão barroco primitivo tinha detalhes em azul e amarelo. O portal em arco com um portão de ferro forjado tinha um frontão triangular acima que abrigava um escultura em estuque pintado representando Deus Pai segurando uma orbe e dando uma benção.
A partir da antecâmara além do portão, uma escadaria para a esquerda subia até a igreja, que não tinha nenhuma identidade arquitetural distinta. Na frente dela havia um minúsculo pátio. A planta, essencialmente retangular, era dividida em quatro baias separadas por pilastras, três na nave e uma no presbitério, que ficava depois de um arco triunfal. A segunda baia da nave levava a uma capela externa de cada lado, uma dedicada a São Francisco de Assis e a outra, a Santa Clara.
O edifício do convento seguia por um quarteirão para o sul até a Via Frangipani e outro quarteirão para oeste, uma área ocupada por jardins. O convento aparece no fundo de outra aquarela de Pinelli, sobre San Francesco di Paola, que fica bem perto. Nesta pintura, só é visível o piso superior do bloco da igreja, com o frontão triangular suportado por quatro pilastras dóricas; a entrada para o convento estava para o lado direito. O campanário era uma estrutura alta e estreita — se a pintura for realista, pois sabe-se que Pinelli gostava de suavizar os edifícios que pintava —, com uma abertura em arco curvo em cada fachada e um topo piramidal convexa revestido de chumbo. O jardim que aparece na pintura em frente ao convento não pertencia às freiras.